# Oliola
Oliola település Spanyolországban, Lleida tartományban. Oliola Agramunt, Ossó de Sió, Puigverd d'Agramunt, Tiurana, Vilanova de l'Aguda, Cabanabona, Torrefeta i Florejacs, Artesa de Segre és Ponts községekkel határos. Lakosainak száma 196 fő (2024).

## Népesség
A település népessége az utóbbi években az alábbiak szerint változott:
| Lakosok száma | 166  | 911  | 751  | 528  | 248  | 270  | 248  | 235  | 197  | 196  |
|               | 1717 | 1887 | 1936 | 1960 | 1986 | 2004 | 2009 | 2014 | 2019 | 2024 |